# Crkva Uzvišenja Sv. Križa u Stojčićima

Crkva Uzvišenja Sv. Križa je rimokatolička crkva u Stojčićima. Župna je crkva župe Jelaške. Podignuta je 1959. kad je župnik bio vlč. Ilija Orkić. Korizmeni križ zanimljive izvedbe i kalvarija krase oltar. Posebnu toplinu crkvi daje lamperija kojom su uređeni sa strana zidovi i strop. Naprotiv, vitraji i rozeta nisu posebno uređeni. Premda je župa seoska i prometno zabačena, crkva je prostrana i estetski lijepa. Temeljito je obnovljena 2001. Blizu župnog stana sagrađen je i dom Fra Matija Divković za skupove i slavlja kada dođu iseljenici. Ispred župne kuće je statua fra Matije Divkovića koja je postavljena prije 1990-ih. U podnožju je crkve mali muzej starina koje su se tijekom vremena nakupile, poput rijetkih starih misala.